# 숙명여자고등학교
숙명여자고등학교(淑明女子高等學校)는 대한민국 서울특별시 강남구 도곡동에 있는 사립 고등학교이다.

## 학교 연혁
- 1906년 5월 22일 : 구 경선궁으로부터 용동궁지(구 교사위치)와 경비보조로 사립 명신여학교를 설립하고 초대 교장에 이정숙 여사 취임
- 1909년 5월 : 교명을 사립 숙명고등여학교로 개칭
- 1912년 1월 : 구왕실 경선궁 및 구 영친왕궁으로부터 받은 재산으로 재단법인 숙명학원 설립
- 1951년 8월 : 신교육법에 의해 숙명여자중학교(수업연한 6개년)를 숙명여자고등학교와 숙명여자중학교로 개편하고 수업연한을 각 3개년으로 변경
- 1961년 10월 : 제6대 이예행 교장 취임
- 1974년 3월 : 고등학교 평준화 입시 개혁에 따라 1학년 12학급 배정받음
- 1976년 5월 : 숙명 70년사, 숙녀회 회원명부 발간
- 1981년 3월 : 강남구 도곡동 91번지 현 부지로 교사 이전
- 1984년 10월 : 이정숙기념관(대강당) 준공, 개관
- 1991년 12월 : 안인자 기념관 준공
- 1994년 12월 : 동창관 준공
- 1999년 9월 : 학생식당 준공
- 2002년 9월 : 교육정보관 준공
- 2013년 3월 : 학교법인 명신여학원 설립
- 2013년 3월 : 학교법인 명신여학원 이정자 초대 이사장 취임
- 2018년 9월 : 학교법인 명신여학원 안명경 이사장 취임
- 2018년 9월 : 제14대 이혜숙 교장 취임
- 2020년 3월 : 1학년 14학급, 2학년 14학급, 3학년 14학급 총 42학급

## 문화재
순헌황귀비 엄씨가 1906년 5월 설립한 명신여학교(明新女學校)의 설립 초기 교사 자료인 태극기, 현판, 완문 3점의 유물로 교육사적 가치가 큰 유물이다. 태극기는 '明新女學校'라는 묵서와 함께 4괘와 태극문양을 틀을 사용하여 찍어낸 기법으로 제작한 것으로 당시로는 흔하지 않은 물감을 사용한 태극기라는 점, 4괘의 배치가 특이한 점, 교육현장에서 발견된 최초의 태극기라는 점에서 사료적 가치가 크다. 현판은 '明新女學校' 글자를 양각으로 새겼고 네 가장자리는 조선시대 궁중 현판의 일반적인 형식에 따라 액틀을 붙였으며 채색으로 화초문(花草紋)과 운두문(雲頭紋)을 장식했다. 완문(完文)은 1907년 5월에 영친왕궁(英親王宮)에서 명신여학교의 운영자금을 마련해 주기 위해 토지를 하사한다는 내용의 공문서로 대한제국기 황실에서 근대교육 초창기에 설립된 학교의 재정을 후원했음을 증명하는 황실문서이다.

## 참고 문헌
- 숙명여자고등학교 - 한국교육학술정보원 학교알리미

## 같이 보기
- 숙명여자고등학교 여자 정구단